# Camarsac
Camarsac är en kommun i departementet Gironde i regionen Nouvelle-Aquitaine i sydvästra Frankrike. Kommunen ligger i kantonen Créon som tillhör arrondissementet Bordeaux. År 2022 hade Camarsac 1 034 invånare.

## Befolkningsutveckling
Antalet invånare i kommunen Camarsac
Referens:INSEE